# NXT Vengeance Day (2024)
NXT Vengeance Day (2024) – dwunasta gala wrestlingu w chronologii cyklu Vengeance i czwarta gala Vengeance dla zawodników z brandu NXT wyprodukowana przez federację WWE. Odbyła się 4 lutego 2024 w F&M Bank Arena w Clarksville w stanie Tennessee, co oznaczało pierwszą galę NXT, która odbyła się w stanie Tennessee.
Na gali odbyło się sześć walk. W walce wieczoru, Ilja Dragunov pokonał Tricka Williamsa broniąc NXT Championship. W innych ważnych walkach, Baron Corbin i Bron Breakker pokonał Carmelo Hayesa i Tricka Williamsa wygrając turniej Men’s Dusty Rhodes Tag Team Classic w pierwszej walce w karcie oraz Lyra Valkyria pokonała Roxanne Perez i Lolę Vice, gdzie Vice dołączyła do walki w trakcie jej trwania wykorzystując swój kontrakt z turnieju NXT Women’s Breakout, broniąc NXT Women’s Championship.

## Produkcja

### Tło
Vengeance zostało pierwotnie założone jako wydarzenie wrestlingu w systemie pay-per-view (PPV) dla WWE w 2001 roku i odbywało się corocznie do 2007 roku, po czym miało miejsce jednorazowe wydarzenie w 2011 roku. Od jego wznowienia w 2021 roku odbywa się co roku w lutym dla rozwojowego brandu WWE NXT pod tytułem NXT Vengeance Day, nawiązanie do wydarzenia odbywającego się w Walentynki lub w ich okolicach. 27 listopada 2023 roku ogłoszono, że czwarte wydarzenie NXT Vengeance Day i w sumie dwunaste Vengeance odbędzie się 4 lutego 2024 roku w F&M Bank Arena w Clarksville w stanie Tennessee. Było to następnie pierwsze wydarzenie transmitowane na żywo NXT, które odbyło się w Tennessee i zostało wyemitowane przez Peacock w Stanach Zjednoczonych oraz WWE Network na większości rynków międzynarodowych. Bilety trafiły do sprzedaży 8 grudnia 2023 roku.

### Rywalizacje
NXT Vengeance Day oferowało walki profesjonalnego wrestlingu z udziałem wrestlerów należących do brandu NXT. Wyreżyserowane rywalizacje (storyline’y) były kreowane podczas cotygodniowych gal NXT i uzupełniający program transmisji strumieniowej online Level Up. Wrestlerzy są przedstawieni jako heele (negatywni, źli zawodnicy i najczęściej wrogowie publiki) i face’owie (pozytywni, dobrzy i najczęściej ulubieńcy publiki), którzy rywalizują pomiędzy sobą w seriach walk mających budować napięcie. Kulminacją rywalizacji jest walka wrestlerska lub ich seria.

#### Turniej Men’s Dusty Rhodes Tag Team Classic
Turniej Men’s Dusty Rhodes Tag Team Classic to turniej, w którym bierze udział osiem drużyn płci męskiej z brandu NXT. Turniej rozpoczął się 9 stycznia na odcinku NXT. Zwycięzcy zdobywają przyszłą walkę o mistrzostwo NXT Tag Team. Finał turnieju zaplanowano na Vengeance Day.

#### Pojedynek o NXT Women’s Championship
9 stycznia na odcinku NXT, Ava ogłosiła, że w następnym tygodniu odbędzie się 20-osobowy Battle Royal, a ostatnia czwórka będzie walczyć w zwykłym fatal 4-way matchu, gdzie zwyciężczyni zostanie pretendentką do NXT Women’s Championship Lyry Valkyrii na Vengeance Day. Kiana James, Fallon Henley, Kelani Jordan i Roxanne Perez wspólnie wygrały Battle Royal, a Perez następnie wygrała fatal 4-way match, aby zmierzyć się z Valkyrią o tytuł.

#### Pojedynek o NXT North American Championship
9 stycznia na odcinku NXT, Oba Femi zdobył kontrakt z turnieju NXT Breakout i pokonał Dragona Lee i wygrał NXT North American Championship. W następnym tygodniu, Lee poprosił go, aby dał mu możliwość otwartego wyzwania jeszcze tej samej nocy. Femi ujawnił, że nie kontynuuje już tradycji otwartych wyzwań o tytuł NXT North American. Zamiast tego Lee powiedział, że zmierzy się z Femim na Vengeance Day. Femi powiedział, że weźmie to wyzwanie pod uwagę. Tydzień później, Femi przyjął wyzwanie Lee, ustając walkę oficjalnie.

#### Pojedynek o NXT Championship
Trick Williams, zwycięzca męskiego Iron Survivor Challenge na Deadline, miał zmierzyć się z Ilją Dragunovem o NXT Championship na NXT: New Year’s Evil. Jednak Dragunov doznał kontuzji dwa tygodnie przed odcinkiem i nie uzyskał zgody lekarskiej na walkę. Walkę o tytuł zaplanowano wówczas na Vengeance Day.

## Wyniki walk
| Nr                                 | Wyniki | Stypulacje | Czas  |
| ---------------------------------- | --- | --- | ----- |
| 1                                  | Baron Corbin i Bron Breakker pokonali Carmelo Hayesa i Tricka Williamsa poprzez pinfall                                                                                 | Finał turnieju Men’s Dusty Rhodes Tag Team Classic Zwycięzcy otrzymali przyszłą walkę o NXT Tag Team Championship.                   | 14:27 |
| 2                                  | Dijak pokonał Joe Gacy’ego poprzez pinfall | No Disqualification match | 11:56 |
| 3                                  | The D’Angelo Family (Tony D’Angelo, Channing „Stacks” Lorenzo i Adriana Rizzo) pokonali OTM (Luciena Price’a, Bronco Nimę i Jaidę Parker) (z Scryptsem) poprzez pinfall | Six-person mixed tag team match | 10:11 |
| 4                                  | Lyra Valkyria (c) pokonała Roxanne Perez i Lolę Vice poprzez pinfall | Triple threat match o NXT Women’s Championship Vice dołączyła do walki, wykorzystując swój kontrakt z turnieju NXT Women’s Breakout. | 13:30 |
| 5                                  | Oba Femi (c) pokonał Dragona Lee poprzez pinfall | Singles match o NXT North American Championship                                                                                      | 10:56 |
| 6                                  | Ilja Dragunov (c) pokonał Tricka Williamsa (z Carmelo Hayesem) poprzez pinfall                                                                                          | Singles match o NXT Championship | 17:58 |
| (c) – mistrz/mistrzyni przed walką | | |       |

### Turniej Men’s Dusty Rhodes Tag Team Classic
|  | Pierwsza runda NXT (9–16 stycznia)                 | Pierwsza runda NXT (9–16 stycznia)                 | Pierwsza runda NXT (9–16 stycznia) |                                |                                                    | Półfinały NXT (23–30 stycznia)                     | Półfinały NXT (23–30 stycznia) | Półfinały NXT (23–30 stycznia) |  |  | Finał NXT Vengeance Day (4 lutego) | Finał NXT Vengeance Day (4 lutego) | Finał NXT Vengeance Day (4 lutego) |  |
|  |                                                    |                                                    |                                    |                                |                                                    |                                                    |                                |                                |  |  |                                    |                                    |                                    |  |
|  | Baron Corbin i Bron Breakker                       | Baron Corbin i Bron Breakker                       | Pin                                |                                |                                                    |                                                    |                                |                                |  |  |                                    |                                    |                                    |  |
|  | Baron Corbin i Bron Breakker                       | Baron Corbin i Bron Breakker                       | Pin                                |                                |                                                    |                                                    |                                |                                |  |  |                                    |                                    |                                    |  |
|  | Gallus (Mark Coffey i Wolfgang)                    | Gallus (Mark Coffey i Wolfgang)                    | 10:54                              |                                |                                                    |                                                    |                                |                                |  |  |                                    |                                    |                                    |  |
|  | Gallus (Mark Coffey i Wolfgang)                    | Gallus (Mark Coffey i Wolfgang)                    | 10:54                              |                                | Baron Corbin i Bron Breakker                       | Baron Corbin i Bron Breakker                       | Pin                            |                                |  |  |                                    |                                    |                                    |  |
|  |                                                    |                                                    |                                    |                                | Baron Corbin i Bron Breakker                       | Baron Corbin i Bron Breakker                       | Pin                            |                                |  |  |                                    |                                    |                                    |  |
|  |                                                    |                                                    | Axiom i Nathan Frazer              | Axiom i Nathan Frazer          | 12:04                                              |                                                    |                                |                                |  |  |                                    |                                    |                                    |  |
|  | Axiom i Nathan Frazer                              | Axiom i Nathan Frazer                              | Axiom i Nathan Frazer              | Axiom i Nathan Frazer          | 12:04                                              | Pin                                                |                                |                                |  |  |                                    |                                    |                                    |  |
|  | Axiom i Nathan Frazer                              | Axiom i Nathan Frazer                              |                                    |                                |                                                    |                                                    |                                |                                |  |  |                                    |                                    |                                    |  |
|  | Hank Walker i Tank Ledger                          | Hank Walker i Tank Ledger                          | 4:45                               |                                |                                                    |                                                    |                                |                                |  |  |                                    |                                    |                                    |  |
|  | Hank Walker i Tank Ledger                          | Hank Walker i Tank Ledger                          | 4:45                               |                                | Baron Corbin i Bron Breakker                       | Baron Corbin i Bron Breakker                       | Pin                            |                                |  |  |                                    |                                    |                                    |  |
|  |                                                    |                                                    |                                    |                                |                                                    |                                                    |                                |                                |  |  |                                    |                                    |                                    |  |
|  |                                                    |                                                    | Carmelo Hayes i Trick Williams     | Carmelo Hayes i Trick Williams | 14:27                                              |                                                    |                                |                                |  |  |                                    |                                    |                                    |  |
|  | Chase University (Andre Chase i Riley Osborne)     | Chase University (Andre Chase i Riley Osborne)     | Carmelo Hayes i Trick Williams     | Carmelo Hayes i Trick Williams | 14:27                                              | 9:43                                               |                                |                                |  |  |                                    |                                    |                                    |  |
|  | Chase University (Andre Chase i Riley Osborne)     | Chase University (Andre Chase i Riley Osborne)     |                                    |                                |                                                    |                                                    |                                |                                |  |  |                                    |                                    |                                    |  |
|  | Latino World Order (Cruz Del Toro i Joaquin Wilde) | Latino World Order (Cruz Del Toro i Joaquin Wilde) | Pin                                |                                |                                                    |                                                    |                                |                                |  |  |                                    |                                    |                                    |  |
|  | Latino World Order (Cruz Del Toro i Joaquin Wilde) | Latino World Order (Cruz Del Toro i Joaquin Wilde) | Pin                                |                                | Latino World Order (Cruz Del Toro i Joaquin Wilde) | Latino World Order (Cruz Del Toro i Joaquin Wilde) | 12:33                          |                                |  |  |                                    |                                    |                                    |  |
|  |                                                    |                                                    |                                    |                                | Latino World Order (Cruz Del Toro i Joaquin Wilde) | Latino World Order (Cruz Del Toro i Joaquin Wilde) | 12:33                          |                                |  |  |                                    |                                    |                                    |  |
|  |                                                    |                                                    | Carmelo Hayes i Trick Williams     | Carmelo Hayes i Trick Williams | Pin                                                |                                                    |                                |                                |  |  |                                    |                                    |                                    |  |
|  | Carmelo Hayes i Trick Williams                     | Carmelo Hayes i Trick Williams                     | Carmelo Hayes i Trick Williams     | Carmelo Hayes i Trick Williams | Pin                                                | Pin                                                |                                |                                |  |  |                                    |                                    |                                    |  |
|  | Carmelo Hayes i Trick Williams                     | Carmelo Hayes i Trick Williams                     |                                    |                                |                                                    |                                                    |                                |                                |  |  |                                    |                                    |                                    |  |
|  | Edris Enofé i Malik Blade                          | Edris Enofé i Malik Blade                          | 12:08                              |                                |                                                    |                                                    |                                |                                |  |  |                                    |                                    |                                    |  |